# سوبر ماريو أول-ستارز
سوبر ماريو أول-ستارز (بالإنجليزية: Super Mario All-Stars)‏ ، هي لعبة فيديو إلكترونية من نوع منصات، أنتجت سنة 1993م، وتعمل على نظامي سوبر نينتندو إنترنتمنت ونظام وي.

## وصلات خارجية
- سوبر ماريو أول-ستارز على موقع IMDb (الإنجليزية)

- Super Mario All-Stars على موبي غيمز